# Відновлення запчастин
Відновлення запчастин — комплекс заходів, спрямованих на повернення деталям, вузлам, механізмам та агрегатам, що вийшли з ладу під час експлуатації чи аварії або зазнали природного зношення, їх оригінальних характеристик, геометричних параметрів та фізичних властивостей; а також галузь відновлювального виробництва, яка займається обміном, викупом, переробкою та повторним випуском деталей, що були у вжитку.
Відмінність відновлення від звичайного ремонту полягає в тому, що у відновлених механізмах заміні на нові підлягають усі деталі, що зазнавали зношення в процесі експлуатації, в той час як відремонтованому виробу лише повертається працездатний стан.

## Типи запчастин, що підлягають відновленню
На сучасному етапі розроблено технології відновлення майже повної номенклатури запчастин. Це зумовлено в основному двома чинниками: екологічними стандартами, які накладають на виробника регулючі органи (зокрема Всебічні рекомендації по закупках Управління з охорони навколоишнього середовища — Comprehensive Procurement Guideline (CPG)) а з іншого боку, економічною доцільністю: фінансова вигода кінцевого користувача при придбанні відновлених деталей замість нових може складати від 28 до 82 % вартості нового виробу. Ця доля залежить, по-перше, від технічної складності запчастини (проста деталь, механізм, зібраний вузол, агрегат) і трудовитрат на її відновлення, по-друге, від бренду виробника, його країни походження та якості оригінальних матеріалів та комплектуючих.
Найчастіше відновлення застосовують для високовартісних комплектуючих:
- двигуни (як ДВС, так і дізельні) та їх компоненти: блоки циліндрів, головки блоків (ГБЦ), розподільчі та колінчасті вали, турбіни, паливні насоси (в тому числі високого тиску — ПНВТ)
- трансмісія: механічні та автоматичні коробки передач (МКПП і АКПП), роздаточні коробки, муфти вмикання повного приводу
- електроустаткування: стартери і генератори
- компоненти рульового управління: рульові рейки, гідравлічні підсилювачі керма, рульові вали
- компоненти гальмівної системи: головні і звичайні гальмівні циліндри, диски та колодки,[3] супорти та направляючі гальм

Також застосовуються технології реставрації до пошкодження лако-фарбового покриття, деформованих кузвоних деталей тощо

## Галерея

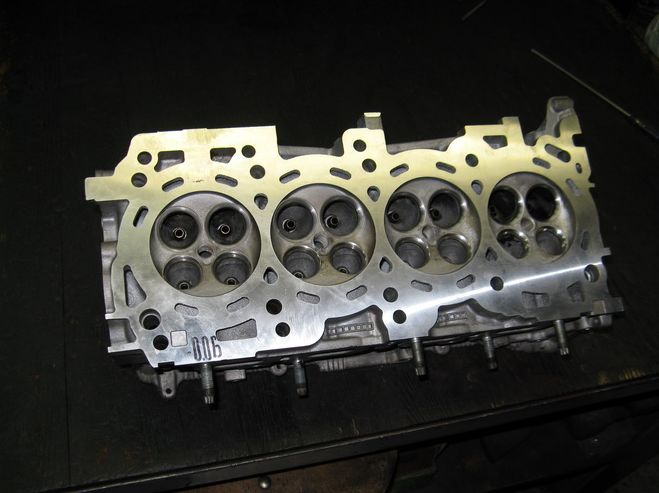
Відновлена Головка блоку циліндрів Nissan X-Trail
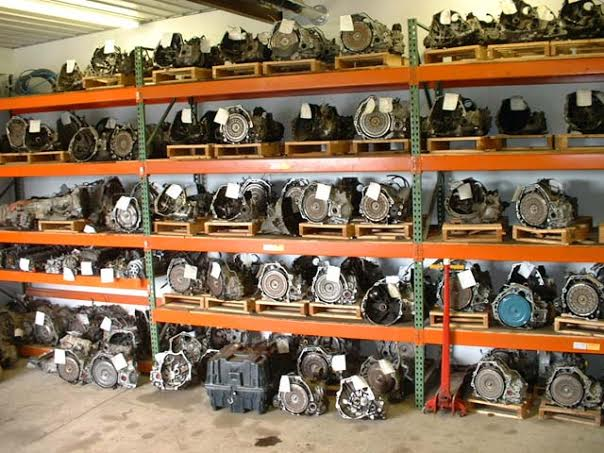
Обмінний фонд відновлених коробок передач
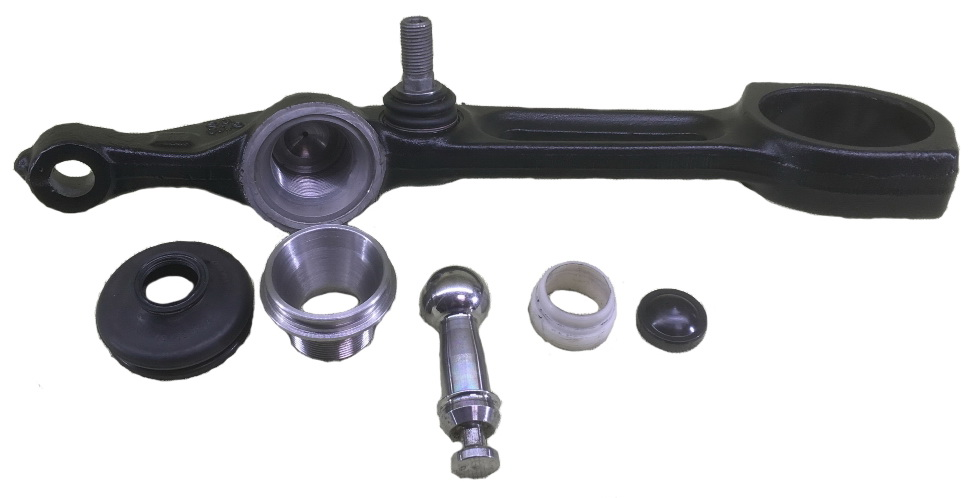
Відновлений важіль підвіски Mersedes Benz W220

| Трансмісія                 | Ходова частина        | Двигун           | Гальмівна система           | Електричне обладнання  | Рульове управління                    | Паливна система    | Системи керування               |
| -------------------------- | --------------------- | ---------------- | --------------------------- | ---------------------- | ------------------------------------- | ------------------ | ------------------------------- |
| АКПП                       | Амортизатор           | Блок циліндрів   | Скоба супорту               | Генератор              | Рейка рульова                         | Дросельна заслонка | ЕБП                             |
| Гідротрансформатор         | Важіль                | ГБЦ              | Супорт гальмівний           | Електродвигун приводу  | Вал рульовий                          | Інжектор           | Система круїз контроль          |
| Коробка роздаточна         | Тяга повздовжна       | ДВЗ              | Трубка гальмівна            | Стартер                | Колонка рульова                       | ПНВТ               | Система керування впорскуванням |
| МКПП                       | Тяга поперечна        | Турбіна          | Головний гальмівний циліндр | Компресор кондиціонера | Наконечник рульовий                   | Бензонасос         | Система керування світлом       |
| Редуктор заднього мосту    | Тяга реактивна        | Вал колінчастий  | Гальмівний циліндр          | Ролик кондиціонеру     | Насос гідравлічного підсилювача керма | Трубка паливна     | Система ABS                     |
| Редуктор переднього мосту  | Опора кулькова        | Вал розподільний | Диск гальмівний             | Ролик натяжний         | Трубка гідравлічна                    |                    |                                 |
| Трубка зчеплення           | Диск колісний         | Компресор        | Барабан гальмівний          | Ролик обвідний         | Тяга рульова                          |                    |                                 |
| Актуатор                   | Опора верхньої стійки | Подушка двигуна  |                             |                        |                                       |                    |                                 |
| Вал привідний              | Підвіска пневматична  |                  |                             |                        |                                       |                    |                                 |
| Вал карданний              | Стійка стабілізатора  |                  |                             |                        |                                       |                    |                                 |
| Муфта повного приводу      |                       |                  |                             |                        |                                       |                    |                                 |
| Циліндр зчеплення робочий  |                       |                  |                             |                        |                                       |                    |                                 |
| Циліндр зчеплення головний |                       |                  |                             |                        |                                       |                    |                                 |
| ШРКШ                       |                       |                  |                             |                        |                                       |                    |                                 |
| Диск зчеплення             |                       |                  |                             |                        |                                       |                    |                                 |

## Види відновлення
Відповідно до рекомендацій Асоціації Відновлювальників Автозапчастин (англ. — Automotive Parts Remanufacturers Association, APRA [Архівовано 27 грудня 2018 у Wayback Machine.]), існують наступні стадії відновлення, що відрізняються процентом заміни зношених деталей новими :
- Перороблені — Remanufactured це найбільший ступінь відновлення запчастин, який застосовується переважно підприємствами-виробниками оригінального устаткування (OEM). Ці підприємства впроваджують програми викупу або обміну у власників пошкоджених запчастин з метою відновлення і повторного випуску. Відновлені таким чином запчастини мають фактично ті самі характеристики, що й наново випущені. Переважно застосовується в Європі.
- Перезібрані — Rebuilt — високий ступень відновлення агрегатів та механізмів із застосуванням оригінальних ремкомплектів на сертифікованих виробником підприємстві. Відновлена деталь має пройти перевірку на відповідність умовам та стандартам виробника, після чого може потрапити у продаж із маркуванням «Х» («ікс»). Розповсюджено переважно на американському вторинному ринку.
- Відрестваровані — Recovered — проміжний варіант відновлення, за звичай без дотримання стандартів виробника, спрямований перш за все на заміну пошкоджених вузлів та механізмів. Ще один різновид реставрації — відтворення високовартісних та раритетних запчастин, що давно зняті з виробництва і не можуть бути замінені новими, на приклад для не серійних старовинних автомобілів. В цьому разі найбільше цінуються наближення відраставрованної деталі до оригіналу.
- Відремонтовані — Repaired — відновлені за цим методом запчастини, механізми та агрегати переважно не відзначаються високою надійністю, адже за звичай не відбувається заміна поламаних чи зношених деталей новими, але повернення їм початкової форми та параметрів. Мета ремонту не повне відновлення ресурсу, а лише усунення несправності та повернення запчастини у працездатний стан. Саме такий тип набув розповсюдження на території колишнього СРСР.
- Були у вжитку — Used — зняті з машин деталі, що зазнали втрати ресурсу в ході експлуатації, але зберегли працездатність. Продаються більшою мірою на авторозборках.

## Відновлення запчастин в світі
Потужні виробники оригінального устаткування (ОЕМ) а також автоконцерни розробили і впроваджують комерційні моделі та технології відновлення вироблених на їх підприємствах запчастин. Типова схема такої співпраці між виробником та споживачем — це створення програм заміни зношених запчастин на нові/відновлені через мережу ділерів та офіційних сертифікованих представників. В цьому випадку власнику пошкодженого чи зношеного агрегату пропонується повернути його виробнику в рахунок сплати за нову запчастину. Наприклад, компанія Bosch пропонує заміну відпроцьованих стартерів, генераторів, компонентів дизельних систем та електрообладнання за програмою Bosch eXchange. Умовами не прийняття за цією програмою вважаються сильна корозія, неповна комплектація агрегату або його розбирання чи механічне пошкодження.
Далі пошкоджені деталі повертаються на підприємства виробника для відновлення чи переробки. Деякими автоконцернами створено спеціалізовані заводи, які займаються виключно відновленням бувших у вжитку та повернених запчастин. Так концерн VAG побудував завод у місті Кассель, що спеціалізується на відновленні трансмісій — на ньому зайнято 16107 працівників.
Компанія Renault відновлює компоненти ходової, двигунів, трансмісії та електрообладнання на своєму заводі [Архівовано 17 липня 2018 у Wayback Machine.] у місті Шуазі́-ле-Руа́ за рік тут розбираються, тестуються, реставрується та складаються наново до 15 000 двигунів та до 18 000 КПП. Отримані таким чином вироби мають ті самі гарантійні показники, що й нові при ціні меншій на 40 %
Ford на своєму заводі запровадив відновлення бензинових та дизельних двигунів на які після відновлення надається гарантія від 2 до 3 років незалежно від пробігу. Використовуючі бувші у вжитку агрегати, компанія заощаджує на сировині та енергії, а також зменшує викид брухту в навколишнє середовище. За цією технологією відновлюються блоки циліндрів, головки блоків (ГБЦ), колінчаті та розподільні вали, шатуни, а заміні на нові деталі підлягають: поршні, поршневі кільця, підшипники, випускні клапани, прокладки та ущільнення.
Окрім власного перевипуску на своїх потужностях автовиробниками також набули розповсюдження спеціалізовані підприємства, які професійно займаються відновленням запчастин та мають сертифікати авторизованих партнерів від автовиробників, але формально є незалежними комерційними підприємствами.
Прикладом відновлювального виробництва за такою схемою є британське підприємство Shaftec з міста Бірмінгем, яке відновлює в промислових масштабах деталі ходової, рульової та гальмівної систем для різних моделей автомобілів для реалізації на вторинному ринку Aftermarket. Найбільшим попитом користуються гальмівні супорти, рульові рейки та насоси гідравлічного підсилювача керма.
Деякі відомі виробники запчастин ОЕМ пропонують також своїм клієнтам Aftermarket під власним брендом відновлені запчастини. За такою схемою діє італійський виробник гальм Brembo, який відновлює гальмівні супорти. Особливість цієї схеми полягає в тому, що відновлюються запчастини лише власного виробництва.
Компанія TRW володіє заводом у Чехії, на якому здійснює відновлення рульових рейок та насосів підсилювача керма. Це виробноцтво впроваджено в рамках великої програми концерну ZF із відноновлювального виробництва.

## Відновлення в Україні
Світові тенденції на цьому етапі обмежено виражені в Україні. На разі єдиним виробником оригінального устаткування (OEM), який впровадив в Україні своє відновлювальне виробництво є Robert Bosch GmbH, який у 2010 році запустив у м. Краковець Львівської області завод з відновлення електричного обладнання: стартерів та генераторів.
За підрахунками компанії кожний відновлений стартер заощаджує викиди в атмосферу 9 кг {\displaystyle CO_{2}}, який би виділився при обробці сировини для виготовлення нового виробу. На рік це становить 1348,5 тон — для поглинання такого об'єму СО2 потрібно 1800 га лісу. Розташування заводу обрано з урахуванням вільної економічної зони на українсько-польському кордоні, що дозволяє заощаджувати на ПДВ при ввезені сировини на територію України
Переважна форма відновлювального виробництва це малі та середні спеціалізовані підприємства, які надають послуги з ремонту, реставрації та відновлення автозапчастин. Головна їх риса спеціалізація не на бренді виробника, а типах відновлювальних деталей. Це зумовлено, перш за все, технологічними процесами виробництва та спеціалазацією обладнання і фахівців. Сировиною для них служать клієнтські запчастини, а також комплектуючі, зняті на авторозборках. Виробники декларують від 50 до 90 % відновлення оригінального ресурсу за умови використання оригінальних ремкоплектів. Відновлені запчастини на ринку складають конкуренцію оригінальним запчастинам за ціною, а також реплікам, аналогам та деталям, що були у вжитку за якістю. Тип виробництва більшою мірою дрібносерійний.

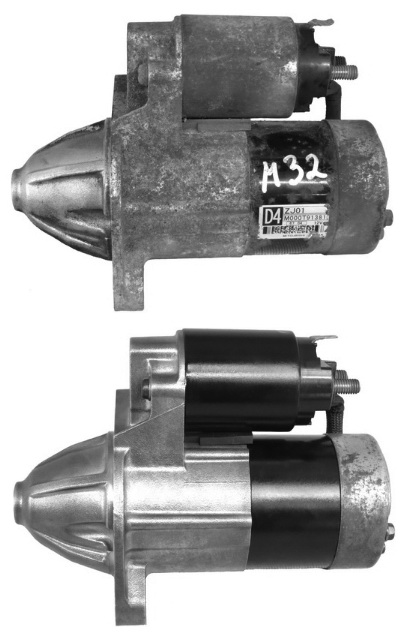
Стартер Mazda 3, який було пошкоджено під час експлуатації (вгорі) та відновлений стартер (внизу)

Також відзначається виникнення локальних брендів — підприємств, що виготовляють продукцію під своєю торговою маркою
Переважна номенклатура запчастин, що відновлюються в Україні включає:
- Трансмісії
- Гідравлічні підсилювачі керма і рульові рейки
- Стартери і генератори
- Турбіни і кондиціонери

Підприємства, що займаються відновленням, знаходяться в багатьох великих містах України, але найбільші з них розташовані в Києві, Харкові, Одесі та Львові. Деякі з них розпочали розгортання мережі філіалів і регіональних представництв.

### Особливість відновлення в Україні
Останнім часом склалася тенденція на неформальне об'єднання малих та середніх підприємств, що спеціалізуються на відновленні різних типів запчастин, у групу фірм, які спільним зусиллям можуть вирішувати складні комплексні задачі відновлення автомобіля «під ключ». Цей процес відбувається за типом горизонтальної інтеграції. Окремі незалежні виробники через вузьку спеціалізацію не можуть розв'язати завдання відновлення усього спектру запчастин власними силами, тож створюють спільний «пул» в мережі Інтернет, де надають данні про власні послуги та наявність відновлених запчастин в обмінних фондах. Така технологія має вигоду для кінцевого споживача, оскільки він має доступ до інформації про деталі на різних підприємствах на одному сайті.